# O. T. Fagbenle
Olatunde Olateju Olaolorun Fagbenle (Londres, Inglaterra, 22 de janeiro de 1981), também conhecido como O.T. ou O-T, é um ator, roteirista e diretor britânico-nigeriano. Ele apareceu em vários filmes, peças de teatro e produções de televisão. Fez história ao se tornar a primeira pessoa a escrever, dirigir, compor, estrelar e produzir o episódio de abertura de uma série de TV em uma grande emissora americana com seu programa Maxxx (Hulu).

## Biografia
Nasceu em Londres, filho de pai ioruba nigeriano, o jornalista Tunde Fagbenle e mãe britânica, Ally Bedford. Fagbenle foi criado pela mãe e mudou-se para a Espanha ainda criança. Ele começou a aprender saxofone alto e em um ano se juntou à South Coast Jazz Band, que fez uma turnê no Festival de Edimburgo. Ele voltou para o Reino Unido, onde continuou a se apresentar como músico em grandes bandas na Wembley Arena e no Royal Albert Hall. Seu nome "Olatunde" significa literalmente "Honra retorna" ou "Honra é restaurada" em ioruba. Isso pode ser em sentido abstrato ou literal. Seus irmãos mais novos incluem o ator e produtor de cinema Luti Fagbenle, e o diretor de vídeo e produtor Daps. Sua irmã é a jogadora da WNBA e olímpica, Temi Fagbenle.

## Carreira

### Teatro
Começou a atuar aos 14 anos para a Ritual Theatre Arts e recebeu o papel principal em uma adaptação de Macbeth de William Shakespeare, atuando em locais internacionais e no Bloomsbury Theatre, no centro de Londres. Ele treinou na Royal Academy of Dramatic Art e se formou cedo para fazer sua graduação no Royal Exchange Theatre, Manchester em Les Blancs em 2001.
Fagbenle continuou seus papéis shakespearianos atuando em Romeu e Julieta como Mercutio em uma turnê nacional que culminou no Festival de Artes de Hong Kong em 2004. O The Evening Telegraph disse sobre sua performance, "O-T Fagbenle alcança o impossível quase ofuscando os jovens amantes com sua performance inspirada de Mercutio".
Fagbenle logo recebeu seu primeiro papel principal. Avaliações excepcionais precederam um M.E.N. Prêmio teatral de melhor ator em um papel principal por sua interpretação de um homem que afirma ser filho de Sidney Poitier na peça premiada de John Guare, Six Degrees of Separation.
Em 2008, Fagbenle voou para Paris com o diretor de teatro de renome mundial Peter Brook para ajudar a atuar no workshop e desenvolver a produção internacional de Tierno Bokar de Brook.
Desempenhou o papel de Sportin 'Life na premiada produção de Porgy and Bess de Sir Trevor Nunn no Savoy Theatre no West End de Londres (um papel desempenhado por Cab Calloway na ópera e Sammy Davis Jr. no filme). Recebeu excelentes críticas, a crítica da revista Variety comentou: "Há momentos em que tudo toma asas como um musical, principalmente quando a esplêndida serpentina e confortável vida esportiva de Fagbenle está por perto. Com os pés leves, cada momento é equilibrado e polido".
Em 2012, em Londres, Inglaterra, Fagbenle assumiu o papel de Slupianek (originado por Alan Cumming) em The Conquest of the South Pole nos Teatros Arcola e Rose. Mais uma vez, Fagbenle foi aclamado pela crítica por sua atuação, com TimeOut, The British Theatre Guide, Spoonfed, Whatsonstage.com e o padrão da indústria 'The Stage', todos elogiando sua atuação. Fagbenle foi nomeado no painel para 'Melhor Performance Masculina' no prestigioso Off West End Awards.
Foi anunciado pelo The Royal National Theatre que Fagbenle seria escalado para o papel principal, em sua produção de 2016, da peça vencedora do Prêmio New York Drama Critic Circle, Ma Rainey's Black Bottom.
Fagbenle levou seu elenco a ganhar o prestigioso prêmio Olivier de melhor revival. A Radio 4 da BBC disse de sua performance "Mesmérico - quase impossível tirar os olhos dele". "Eu quero vê-lo novamente e novamente e novamente". "Rasga suas tripas".

### Filmes
Apareceu no filme Breaking and Entering com Jude Law e Juliette Binoche.
Interpretou Sean, a estrela da televisão americana que contracenou com a indicada ao Oscar, Michelle Pfeiffer, em I Could Never Be Your Woman, de Amy Heckerling. Teve um papel principal em ambos os filmes de Thorne de grande sucesso, Thorne, que adaptou os romances de Mark Billingham, Sleepyhead e Scaredy Cat. Eles foram dirigidos pelo produtor Stephen Hopkins e pela atriz Sandra Oh. Em 2019, ele foi escalado como Rcik Mason no filme Black Widow do Universo Cinematográfico Marvel.

## Filmografia

### Filmes
| Ano  | Título                      | Personagem          | Notas         |
| ---- | --------------------------- | ------------------- | ------------- |
| 2006 | Breaking and Entering       | Joe                 |               |
| 2006 | Poppies                     | Michael             |               |
| 2007 | I Could Never Be Your Woman | Sean                |               |
| 2008 | Radio Cape Cod              | Sunday Umankwe      |               |
| 2010 | The Reeds                   | Nick                |               |
| 2014 | Non-Stop                    | Jack Rabbitte (voz) | Não-creditado |
| 2021 | Black Widow                 | Rick Mason          |               |

### Televisão
| Ano       | Título                   | Personagem              | Notas                                       |
| --------- | ------------------------ | ----------------------- | ------------------------------------------- |
| 2002      | EastEnders               | Angel Heavy             | 2 episódios                                 |
| 2004      | Casualty                 | Terry O'Brien           | Episódio: "Lock Down"                       |
| 2004      | As If                    | Tyler                   | Recorrente                                  |
| 2004      | Hollyoaks                | James Walker            | 1 episódio                                  |
| 2005      | Doctors                  | Todd Dexter             | Episódio: "Between the Lines"               |
| 2006      | Agatha Christie's Marple | Chris Murphy            | Episódio: "By the Pricking of My Thumbs"    |
| 2006      | Grownups                 | Dean                    | Principal (Series 1)                        |
| 2006-2008 | Little Miss Jocelyn      | Vários                  | 4 episódios                                 |
| 2007      | The Last Detective       | Gary Green              | Episódio: "Once Upon a Time on the Westway" |
| 2008      | Quarterlife              | John                    | 4 episódios                                 |
| 2008      | Dirt                     | O-T                     | Episódio: "Ties That (Don't) Bind"          |
| 2008      | Doctor Who               | Outro Dave              | 2 episódios                                 |
| 2008      | My Boys                  | Dez                     | Episódio: "The Shirt Contest"               |
| 2008      | Consuming Passion        | Jake                    | Telefilme                                   |
| 2008      | Walter's War             | Walter Tull             | Telefilme                                   |
| 2009      | FM                       | Topher Kiefer           | Elenco principal                            |
| 2009      | Monday Monday            | Mark                    | 1 episódio                                  |
| 2009      | Brothers                 | Walter                  | Episódio: "Snoop Returns"                   |
| 2010      | Material Girl            | Chris                   | Elenco principal                            |
| 2010      | Double Wedding           | Tate                    | Telefilme                                   |
| 2010      | Thorne                   | Dave Holland            | Elenco principal                            |
| 2011      | Happy Endings            | Adrian                  | Episódio: "The Girl with the David Tattoo"  |
| 2011      | Death in Paradise        | Mark Lightfoot          | Episódio: "An Unhelpful Aid"                |
| 2012      | Secrets and Words        | Eddie                   | Episódio: "A Study in Time"                 |
| 2013      | Quick Cuts               | Gavin                   | Elenco principal                            |
| 2013      | Pat & Cabbage            | Steve                   | 1 episódio                                  |
| 2014-2015 | Looking                  | Frank                   | Recorrente                                  |
| 2015      | The Interceptor          | Marcus "Ash" Ashton     | Elenco principal                            |
| 2016      | The Five                 | D.S. Danny Kenwood      | Minissérie                                  |
| 2016      | NW                       | Felix                   | Telefilme                                   |
| 2017–2025 | The Handmaid's Tale      | Luke Bankole            | Elenco principal                            |
| 2020      | Maxxx                    | Maxxx                   | Elenco principal                            |
| 2022      | The First Lady           | Presidente Barack Obama | Papel principal; 10 episódios               |
| 2022      | WeCrashed                | Cameron Lautner         | Minissérie; 5 episódios                     |
| 2023      | Secret Invasion          | Rick Mason              | Minissérie, 1 episódio                      |
| 2024      | Loot                     | Isaac                   | Papel recorrente                            |
| 2024      | Presumed Innocent        | Nico Della Guardia      | Minissérie                                  |
| 2024      | No Good Deed             | Dennis                  | Elenco principal                            |

### Curtas
| Ano  | Título               | Personagem    | Notas                                                   |
| ---- | -------------------- | ------------- | ------------------------------------------------------- |
| 2002 | 420 Seconds of Love  | Ben           |                                                         |
| 2006 | Killing Me Softly    | Jez O'Connell |                                                         |
| 2007 | Weekends in Brooklyn | Philip        |                                                         |
| 2009 | All My Dreams on VHS | James         | coletado em Capture Anthologies: Love, Lust and Tragedy |
| 2012 | Omar                 | Omar          |                                                         |

### Video game
| Ano  | Título                          | Personagem          |
| ---- | ------------------------------- | ------------------- |
| 2013 | Assassin's Creed IV: Black Flag | Calico Jack Rackham |